# Sa Illetta
Sa Illetta (in italiano l'Isoletta o isola di San Simone) era in origine un'isola, situata a Cagliari all'interno dello stagno di Cagliari, di cui era l'isola maggiore per estensione. Abitata in tempi antichi, appare oggi inglobata ad altre terre emerse artificiali.
Si trova nel quartiere di Sant'Avendrace-Santa Gilla e fa parte del rione di Giorgino.

## Storia
L'isola è abitata sin dalla preistoria, anche se diventa importante quando i fenici vi impiantarono un porto, usato in seguito dai Punici e dai romani. Del periodo romano sono state rinvenute alcune cisterne. Una parte della città di Santa Igia, capitale del Giudicato di Cagliari, sorgeva sull'isola, collegata con ponte al resto della città, situata a Santa Gilla; nel 1258 fu distrutta dai Pisani e dai suoi alleati sardi.
Nel XVII secolo l'isola entrò a far parte del marchesato di Las Conquistas.
Fino agli anni settanta era collegata al litorale di Giorgino da una strada comunale che la attraversava per dirigersi poi verso la località Macchiareddu; all'epoca risultava in parte coltivata a oliveti e in parte ricoperta da macchia e cespugli. A seguito dei lavori per il Porto Canale è stata in gran parte sepolta da grandi riporti di terra, in particolare sul lato sudovest, e la sua superficie di terra non alterata è passata dagli originali 160 ettari a 40. Dagli anni ottanta è anche attraversata dal nuovo tratto a quattro corsie della strada statale 195 Sulcitana.
Dal 2003 vi si trova il Tiscali Campus, sede dell'omonima società di telecomunicazioni.

## Monumenti e luoghi di interesse

### Architetture religiose
Importante emergenza storica è la chiesetta rurale di San Simone. 